# Omar Pașa
Omar Pașa, cunoscut și sub numele de Omer Pașa Latas, (în turcă Ömer Lütfi Paşa, în sârbă Омер-паша Латас, cu alfabetul latin: Omer-paša Latas; n. 24 noiembrie 1806, Janja Gora⁠(d), cantonul Karlovac, Croația – d. 18 aprilie 1871, Constantinopol, Imperiul Otoman) a fost un mareșal și guvernator otoman. Născut pe teritoriul Imperiului Austriac din părinți creștini ortodocși sârbi, el a servit inițial ca soldat austriac. Când s-a confruntat cu acuzațiile de delapidare, el a fugit în Bosnia otomană în 1823 și s-a convertit la islam; s-a alăturat apoi Armatei Otomane, unde s-a ridicat rapid prin rânduri. Latas a zdrobit mai multe rebeliuni în tot Imperiul Otoman și a servit drept comandant în Războiul Crimeii din 1853-1856, unde i-a învins pe ruși la Silistra (1854), recâștigând Bucureștiul și ocupând Principatele Dunărene. De asemenea, a obținut victorii notabile la Oltenița și Eupatoria (1855) și a participat la Asediul Sevastopolului (1854–1855). În calitate de comandant, Omer Pașa a fost remarcat în special pentru abilitățile sale strategice excelente.

## Biografie

### Tinerețe

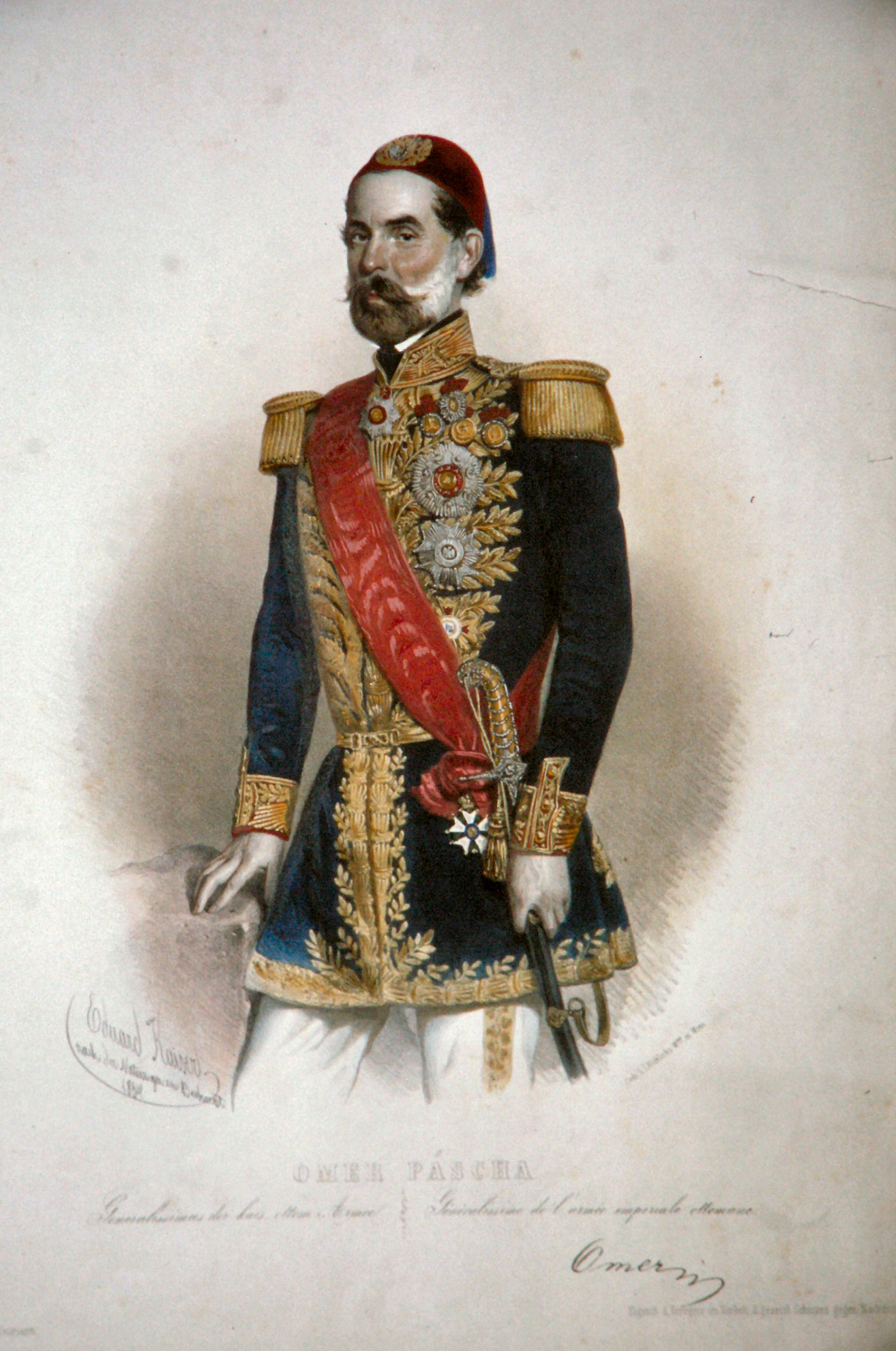
Omar Pașa - Litografie

Omar Pașa s-a născut Mihajlo Latas (în sârbă Михајло Латас), un etnic sârb și creștin ortodox, în Janja Gora, pe atunci parte a frontierei militare croate a Imperiului Austriac (în Plaški modernă, regiunea Lika, Croația). 
Tatăl său Petar a servit în armata austriacă și, în timp, a fost numit locotenent-guvernator al districtului Ogulin.  Unchiul său era preot ortodox. Mihajlo era un copil inteligent și plin de viață, chiar dacă mai degrabă bolnav. A dezvoltat o pasiune pentru armată și, la părăsirea școlii din Gospić, a mers la o școală militară din Zadar și a fost acceptat drept cadet în regimentul Ogulin al tatălui său de graniță. Avea un scris de mână frumos și a fost repartizat cu sarcini de birou. Acolo ar fi putut lâncezi, dacă tatăl său nu ar fi supărat pe cineva de pe linia corupției și ar fi suferit o condamnare pentru deturnare. Mihajlo a scăpat de acuzația de delapidare, după ce a furat 180 de florini din seiful militar, fugind în eyaletul otoman Bosnia în 1823.

### Cariera militară

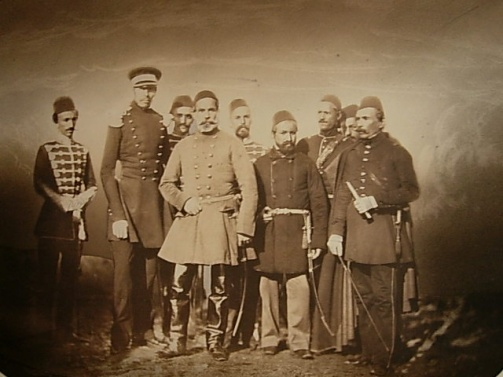
Omar Pașa cu ofițerii săi 1854.

După ce a evadat în Bosnia și a trăit din greu o vreme, lui Latas i s-a oferit, în 1828, un post de tutore pentru copiii unui negustor turc, cu condiția ca acesta să se convertească de la creștinism la islam și să fie circumcis. După convertirea sa, a luat noul nume Omer Lutfi. A fost o condiție necesară pentru a nu fi lipsit de adăpost, a fost un pas cultural uriaș care a dus în mod firesc la decizia lui că viitorul îi revine otomanilor. Marea șansă s-a ivit pentru noul numit Omer când familia s-a mutat la Constantinopol. Prin crearea de rețele inteligente și, fără îndoială, exploatând valoarea sa de curiozitate ca fost militar european, a fost numit lector la Academia Militară Turcă. Cu această expunere, el a strălucit suficient pentru a fi captat ca aghiotant al generalului polonez-otoman Wojciech Chrzanowski, care a fost însărcinat cu reorganizarea armatei otomane după înfrângerea ienicerilor.
Devenit maior, Omar a finalizat o misiune de cartografiere în Bulgaria și teritoriile dunărene, dobândind cunoștințe detaliate despre terenul care avea să-i fie de folos în viitor. Chrzanowski i-a preluat și ideile pentru reorganizarea Armatei; în schimb a netezit calea pentru introducerea lui Omar în societatea turcească. Prin urmare, el a cunoscut și s-a căsătorit cu o moștenitoare bogată Adviye Hanım (o fiică a lui Çerkes Hafız Mehmed Pașa), începutul ascensiunii sale meteorice în cercurile militare otomane. Nu există nicio îndoială: căsătoria lui Omar i-a deschis toate ușile potrivite, dar, la fel de bine, s-a dovedit egal cu provocările înaltei comenzi care au rezultat. A devenit maestru de scriere al moștenitorului otoman, Abd-ul-Medjid, iar la succesiunea acestuia din urmă în 1839 a fost numit colonel. La scurt timp după aceea, a fost numit guvernator militar al Constantinopolului. Singura lui fiică, Saffet Hanım, s-a căsătorit cu Mustafa Celalettin Pasha.

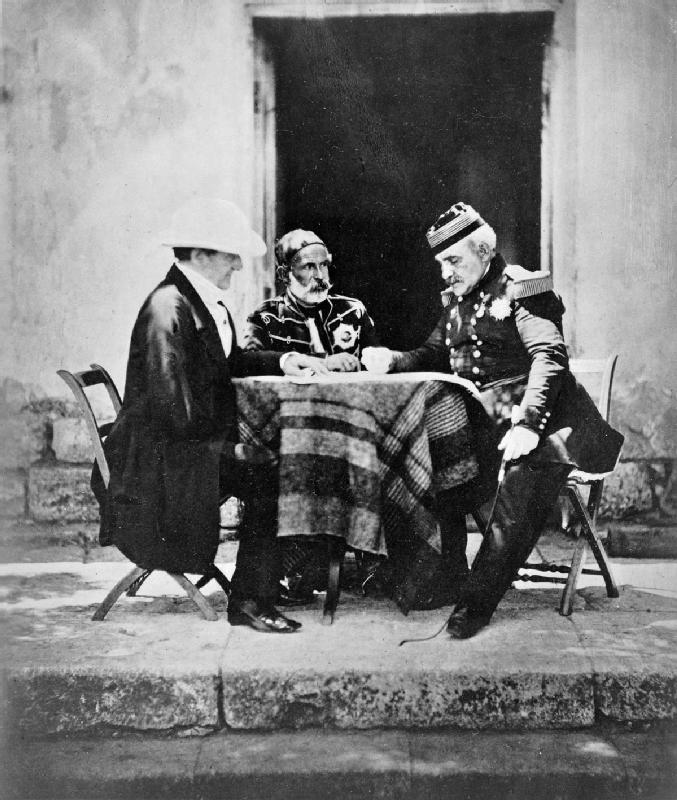
Lordul Raglan, Omar Pașa și mareșalul Pelissier în timpul Războiului Crimeii, 1854–1856, fotografiat de Roger Fenton.

În anii 1840-1841 a condus o expediție de succes pentru a înăbuși o revoltă în Siria, iar în 1842 a fost guvernator al eyaletului Tripoli (Liban). A câștigat distincție în reprimarea Revoltei Albaneze din 1843–44, condusă de aristocrații musulmani locali. A urmat expediția în Kurdistan în urma masacrelor de la Badr Khan (1846). După Revoluția Maghiară din 1848, Omar Pașa a fost pus la comanda forțelor otomane din Moldova și Țara Românească. Gestionarea sa fermă și eficientă a unei situații foarte delicate care implica o potențială confruntare cu armatele ruse și austriece a demonstrat că poseda abilități diplomatice considerabile.
A urmat comanda sa în Bosnia (1850), unde l-a executat pe Ali-paša Rizvanbegović din Stolac, care apărase puterea otomană în timpul unei revolte anterioare, dar apoi a început să construiască o bază de putere independentă. Omer Pașa a executat, jefuit și desființat aristocrația istorică respectată de credință musulmană, în interesul de a susține puterea centrală otomană. În calitate de guvernator al Bosniei și oficial turc de frunte în regiune, a invadat Muntenegrul vecin. Austriecii au intervenit forțând Poarta să-și retragă reprezentantul la Constantinopol; a fost o coborâre umilitoare care demonstrează că controlul administrativ turcesc scădea în fața Marilor Puteri.
Aceasta a fost urmată de o comandă în Principatul Muntenegrului (1852). Serviciile sale principale au fost prestate când a izbucnit Războiul Crimeii. În 1853 a apărat cu succes Calafatul. Omar a luat o poziție puternică la Oltenița, în sudul României, înfrângând (conform relatărilor turcești) o forță rusă superioară numeric sub conducerea indecisului general Piotr Dannenberg. A intrat în București. Ultimatumul turcesc a fost ignorat și astfel, la 27 octombrie 1853, Omar Pașa a mărșăluit cu armata sa peste Dunăre, creând ceea ce a devenit cunoscută sub numele de Marea Criză de Est. Marile Puteri au cerut oprirea conflictului iminent, târându-i pe cei doi combatanți Rusia și Turcia la masa negocierilor. La începutul lunii decembrie a fost stabilită o întâlnire la Londra, iar cu Pașa cu unul dintre reprezentanți. Dar bătălia navală numită „Masacrul de la Sinope” a pus capăt oricărei speranțe de pace.
În ianuarie 1854, el l-a convins cu succes pe lordul Raglan să se țină de cuvânt, întărind Varna, în timp ce francezii au rămas profund sceptici față de strategia lui Omar de a proteja flancul Armatei Otomane pe Dunărea de Jos. Apărarea sa curajoasă a garnizoanei de la Silistra a câștigat timp neprețuit pentru ca armatele aliate de întărire, care soseau tot timpul, să se organizeze. Conducerea lui Omar le-a arătat rușilor că pierderea controlului asupra Mării Negre trebuie să provoace un motiv convingător pentru începerea retragerii Rusiei. În ciuda încercărilor ulterioare ale lui Raglan de a-i determina pe turci să lanseze un atac peste râul Prut cu intenția directă de a provoca Austria într-un contraatac defensiv, nici Viena, nici forțele lui Omar Pașa nu au fost atrase într-un asemenea cataclism. Conducerea sa fermă a britanicilor la Constantinopol a ajutat la stabilizarea frontului din Crimeea după ianuarie 1855, când în cele din urmă au sosit transporturi pentru a transporta trupele turcești în Crimeea. Trupele turce tocmai sosiseră din Țara Românească, când 19.000 de ruși sub conducerea gen.lt. Hrulev a decis să atace garnizoana de la Evpatoria. Atacul din 17 februarie 1855 a fost un fiasco în care 800 de ruși au fost uciși de focul superior al artileriei turcești, susținut de Marina Regală.
O realizare ulterioară a fost capturarea orașului Cetinje, Muntenegru, în timpul Războiului Muntenegreano-Otoman (1861–62), considerată o performanță dificilă.
Un gânditor militar clar și precis, Omar Pașa a luat decizii îndrăznețe și le-a urmat fără încetare până la capăt. Deși avea o reputație de disciplinar strict și nemilos, era venerat și respectat de oamenii săi. Un adevărat profesionist, în timp ce ceilalți aliați se străduiau să facă față condițiilor locale de campanie, el le văzuse pe acestea mult prea des înainte. Poate din acest motiv trupele aliate i-au găsit expresia rece și neinteresată atunci când așezat pe calul său, mergea încet în jurul rândurilor lor.

## Cronologie
Tutor în gospodăria lui Hussein Pașa, guvernatorul Vidinului.
1834 - Maestru de scriere la o școală militară la Constantinopol
Instructor al lui Abdul-Medjid, moștenitor la tron.
1842 - Numit guvernator al Libanului
1843 - Insurecție reprimată în Albania
1846 - Insurecție reprimată în Kurdistan
1850 - L-a executat pe Ali-paša Rizvanbegović din Stolac, a jefuit și a abolit elita bosniacă
1852 - I-a învins pe muntenegreni sub prințul Danilo
1853 - I-a învins pe ruși la Oltenița
1854 - A apărat cu succes Silistra împotriva rușilor, ajungând în posesia Bucureștiului.
1855 - A respins rușii la Evpatoria, Crimeea și a capturat orașul Suhumi din Caucaz.
1857-59 - Guvernator al Bagdadului
1862 - A învins armata muntenegreană și a luat în stăpânire orașul Cetinje.
1864 - Numit feldmareșal.
1867 - S-a luptat cu rebelii în Creta
1869 - Devine ministru de război.